# Perigrapha slovenica
Perigrapha slovenica là một loài bướm đêm trong họ Noctuidae.